# Наследие (фильм, 1978)
«Наследие» (англ. The Legacy), также встречаются варианты перевода «Наследство» и «Психованные» — британо-американский кинофильм 1978 года.

## Сюжет
Маргарет Уолш и Пит Деннер, обычные американские архитекторы, получают приглашение приехать в Великобританию, в сельскую местность, чтобы заняться ещё одним проектом. 
Но, после ряда событий они оказываются вместе в одном особняке с шестью различными людьми, собравшимися здесь на уикенд, чтобы узнать кому достанется некое таинственное наследство. Вскоре одного из этих людей находят мёртвым в пруду, другой становится жертвой собаки, а остальных всё больше и больше объемлет страх перед своим будущим.

## В ролях
- Кэтрин Росс — Маргарет Уолш
- Сэм Эллиотт — Пит Деннер
- Роджер Долтри — Клайв Джексон
- Джон Стэндинг — Джейсон